# Старые Камышлы
Старые Камышлы (баш. Иҫке Ҡамышлы) — село в Кушнаренковском районе Башкортостана, административный центр Старокамышлинского сельсовета.

## Географическое положение
Расстояние до:
- районного центра (Кушнаренково): 36 км,
- ближайшей ж/д станции (Уфа): 30 км.

## История
В «Списке населенных мест по сведениям 1870 года», изданном в 1877 году, населённый пункт упомянут как деревня Камышенка 2-го стана Уфимского уезда Уфимской губернии. Располагалась при речке Камышенке и озере, по правую сторону Сибирского почтового тракта из Уфы, в 30 верстах от уездного и губернского города Уфы и в 20 верстах от становой квартиры в деревне Воецкая (Акбашева). В деревне, в 138 дворах жили 849 человек (434 мужчины и 415 женщин, татары), были мечеть, училище.

## Население
| 2002 | 2009 | 2010 |
| ---- | ---- | ---- |
| 752  | ↗897 | ↘701 |

Национальный состав
Согласно переписи 2002 года, преобладающие национальности — татары (58 %), башкиры (40 %).

## Инфраструктура
В селе действуют средняя общеобразовательная школа, дом культуры, детский сад.

## Религия
В селе есть мечеть.

## Известные уроженцы
- Хасан Мухтар (28 октября 1901 — 13 октября 1963) — башкирский писатель, переводчик, член Союза писателей Башкирской АССР (1938)[6].